# Platysoma jejunum
Platysoma jejunum är en skalbaggsart som beskrevs av Lewis 1892. Platysoma jejunum ingår i släktet Platysoma och familjen stumpbaggar. Inga underarter finns listade i Catalogue of Life.